# Gorka (historieta)
Gorka es una serie de historietas de fantasía heroica creada en 1991 por Sergi San Julián en la que también han colaborado otros autores. Se inspira en Cerebus de Dave Sim. y por último pero no menos importante gorka es gorka.

## Trayectoria editorial
Gorka debutó  en una miniserie editada a partir de 1992 por Ediciones Patxarán, luego rebautizada como Camaleón Ediciones, en la que San Julián contó con la colaboración de Albert Monteys.
En 1998 se publicó otra miniserie, escrita por Fernando Iglesias y Carlos Portela, dentro de la Línea Laberinto de Planeta DeAgostini. Diez años después, esta última fue reeditada en un tomo de tapa dura por Dolmen.

## Títulos
| Años | Título         | Guionista                         | Dibujante                        | Tipo       | Publicación                 |
| ---- | -------------- | --------------------------------- | -------------------------------- | ---------- | --------------------------- |
| 1992 | Gorka          | Sergi San Julián                  | Sergi San Julián, Albert Monteys | Miniserie  | Ediciones Patxarán/Camaleón |
| 1998 | Gorka          | Fernando Iglesias, Carlos Portela | Sergi San Julián                 | Miniserie  | Planeta-DeAgostini          |
| 2000 | Gorka apócrifo |                                   | Sergi San Julián                 | Monografía | Planeta-DeAgostini: Dédalo  |